# Radi Nedeltsjev

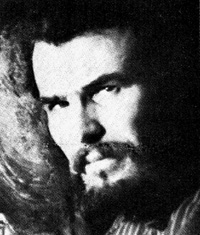
Radi Nedelchev

Radi Nedelchev (Bulgaars: Ради Неделчев) (Ezertsje, 1 april 1938) is een Bulgaarse kunstenaar.
Hij werd in 1938 geboren in Ezertsje, een klein dorp dicht bij de stad Roese, dicht bij de rivier de Donau. Hij is een gevierde naïeve schilder.

## Tentoonstellingen
- exposition collective, du 23 octobre au 10 novembre 2006, Paris
- exhibition of old masters, 30 october 2006 (mon) until 14 november 2006 (tue), Sofia